# Husaki
Husaki (Biélorusse: Гусакі, Husaki) est un village de Pologne, situé dans la gmina de Bielsk Podlaski, dans le Powiat de Bielsk Podlaski, dans la voïvodie de Podlachie.

## Источник
- (en) Cet article est partiellement ou en totalité issu de l’article de Wikipédia en anglais intitulé « Husaki » (voir la liste des auteurs).